# Linia M2 metra w Kopenhadze
Linia M2 metra w Kopenhadze – jedna z czterech linii metra w Kopenhadze, która wiedzie od stacji Vanløse do portu lotniczego Kopenhaga-Kastrup (Lufthavn) na południowym wschodzie. Jest ona oznaczana kolorem żółtym.
Kiedy w 1992 roku podjęto decyzję o budowie metra w Kopenhadze, planowano budowę jedynie linii M1. W 1994 roku podjęto decyzję o rozbudowie sieci do lotniska Kastrup. W listopadzie 1996 roku rozpoczęto budowę, a w drugiej połowie 1997 roku dostarczono dwie maszyny drążące, które nazwano „Liva” i „Bette”. Budowa częściowo polegała na budowie nowych odcinków, a w niektórych fragmentach na adaptacji istniejącej linii S-tog. Linia otwarta została 19 października 2002 roku na odcinku Nørreport–Lergravsparken. Drugi odcinek do stacji Frederiksberg otwarto w maju 2003 roku, a do stacji Vanløse została otwarta w październiku 2003. W ceremonii przecięcia wstęgi brała udział Małgorzata II. 
Cała linia liczy 16 stacji i 14,3 km długości. Na odcinku zachodnim, tj. od stacji Vanløse do stacji Christianshavn jest połączona z linią M1, która następnie odbija do południowych dzielnic miasta. Jej centralny odcinek poprowadzony jest w tunelu, natomiast początkowy i końcowy na powierzchni. Linia kursuje przez całą dobę oraz siedem dni w tygodniu. W godzinach szczytu linia kursuje w 4-minutowym takcie, poza szczytem – co 6 minut, natomiast w nocy co 15 minut. W związku z połączeniem z linią M1 na początkowym odcinku, na trasie Vanløse – Christianshavn pociągi kursują nawet co 2 minuty w szczycie komunikacyjnym. 
Na linii M2 wykorzystywane są te same pociągi, co na linii M1, które stacjonują na stacji techniczno-postojowej Vestamager. Są to 34 bezzałogowe autonomiczne pociągi o długości 39 metrów produkcji AnsaldoBreda bazujące na systemie metra Hitachi. 
Na trasie metra na wielu stacjach możliwe są przesiadki do innych środków transportu szynowego. Na stacjach Vanløse, Flintholm oraz Nørreport zatrzymują się pociągi szybkiej kolei miejskiej S-tog, przy czym na stacji Vanløse linia C i H, na stacji Flintholm – C, F i H, a na stacji Nørreport – A, B, C, E oraz H. Ponadto na stacji Nørreport zlokalizowanej w centralnej dzielnicy Kopenhagi Indre By istnieje możliwość przesiadki do pociągów Danske Statsbaner, m.in. pociągów szybkiej kolei szwedzkiej X2000. Ponadto na stacji Christianshavn (pierwszej stacji na wspólnym odcinku linii M1 i M2) istnieje możliwość przesiadki na linię M1 i kontynuowanie podróży w kierunku stacji Vestamager. Po ukończeniu budowy linii metra M3 w 2019 r. oraz M4 w 2020 r., na stacji Kongens Nytorv jest możliwość przesiadki na te linie. Przesiadka na linię M3 jest także możliwa na stacji Frederiksberg.
Linia metra M2 jest zlokalizowana na obszarze czterech stref biletowych. Pierwsza strefa znajduje się na centralnym odcinku linii, w strefie drugiej znajduje się jej zachodni początek, natomiast w kierunku południowo-wschodnim przebiega przez strefy drugą, trzecią i czwartą. 